# (36308) 2000 KX3
2000 KX3 (asteroide 36308) é um asteroide da cintura principal. Possui uma excentricidade de 0.22673980 e uma inclinação de 4.06508º.
Este asteroide foi descoberto no dia 27 de maio de 2000 por LINEAR em Socorro.